# Constituição da República Popular da China
A Constituição da República Popular da China é nominalmente a lei suprema na República Popular da China. Foi adotada pelo 5º Congresso Nacional do Povo em 4 de dezembro de 1982, com novas revisões em 1988, 1993, 1999, 2004 e 2018. É a quarta constituição na história do país, substituindo a Constituição de 1978. As leis supremas anteriores foram de 1954 e de 1975.
Embora tecnicamente seja a "autoridade legal suprema" e a "lei fundamental do estado", o Partido Comunista da China, no poder, tem um histórico documentado de violar muitas das disposições da constituição e de censurar pedidos de maior adesão a ela. Além disso, reivindicações de violações de direitos constitucionais não podem ser usadas nos tribunais chineses, e o Comitê de Constituição e Lei do Congresso Nacional do Povo, o comitê legislativo responsável pela revisão constitucional, nunca declarou uma lei ou regulamento inconstitucional.

## História
A primeira Constituição da República Popular da China foi decretada em 1954. Depois de duas versões intermediárias promulgadas em 1975 e 1978, a Constituição atual foi promulgada em 1982. Havia diferenças significativas entre cada uma dessas versões, e a Constituição de 1982 foi posteriormente alterada cinco vezes. Além disso, a mudança das convenções constitucionais levou a mudanças significativas na estrutura do governo chinês, pela ausência de mudanças no texto da Constituição.

## Estrutura
A Constituição está dividida em cinco seções. São elas:
1. Preâmbulo
2. Princípios Gerais (Capítulo 1)
3. Direitos e Deveres Fundamentais dos Cidadãos (Capítulo 2)
4. A Estrutura do Estado (Capítulo 3) - que inclui órgãos estaduais como o Congresso Nacional do Povo, o Conselho de Estado, o Congresso Popular Local e os Governos Populares Locais, os Tribunais Populares e os Procuradores do Povo.
5. A bandeira Nacional, o Hino Nacional, o Emblema Nacional e a Capital (Capítulo 4).[7]

## Constituição de 1982
A Constituição de 1982 refletiu a determinação do então presidente Deng Xiaoping em estabelecer uma base institucional duradoura para a estabilidade e modernização doméstica. A nova Constituição do Estado forneceu uma base legal para que houvesse amplas mudanças nas instituições sociais e econômicas da China e revisou significativamente a estrutura do governo. Os cargos de Presidente e Vice-Presidente (que foram abolidos nas constituições de 1975 e 1978) foram restabelecidos.
Houve cinco grandes revisões do Congresso Nacional do Povo à Constituição de 1982.
Grande parte da Constituição da China é modelada com base na Constituição da União Soviética de 1936, mas existem algumas diferenças significativas. Por exemplo, enquanto a constituição soviética contém um direito explícito de secessão, a constituição chinesa a proíbe explicitamente. Enquanto a constituição soviética cria formalmente um sistema federal, a constituição chinesa formalmente cria um estado multinacional unitário.
A Constituição Estadual de 1982 é um documento longo e híbrido, composto de 138 artigos. Grandes seções foram adaptadas diretamente da constituição de 1978, mas muitas de suas mudanças derivam da constituição de 1954. Especificamente, a nova Constituição enfatiza a luta de classes e prioriza o desenvolvimento e a incorporação das contribuições e interesses de grupos não-partidários que podem desempenhar um papel central na modernização.
O Artigo 1º da Constituição do Estado descreve a China como "um estado socialista sob a ditadura democrática popular", indicando que o sistema se baseia em uma aliança das classes trabalhadoras - na terminologia comunista, nos trabalhadores e camponeses - e é liderado pelo Partido Comunista, a vanguarda da classe trabalhadora. Em outros lugares, a Constituição prevê um papel renovado e vital para os grupos que compõem essa aliança básica - a Conferência Consultiva Política do Povo Chinês, partidos democráticos e organizações de massa.
A Constituição de 1982 elimina quase toda a retórica associada à Revolução Cultural incorporada na versão de 1978. De fato, a Constituição omite todas as referências à Revolução Cultural e reafirma as contribuições do Presidente Mao Zedong, de acordo com uma importante reavaliação histórica produzida em junho de 1981 no Sexto Plenário do Décimo Primeiro Comitê Central, a chamada "Resolução sobre Algumas Questões Históricas do Partido desde a Fundação da República Popular".
Também é dada ênfase ao longo da Constituição Estadual de 1982 ao direito socialista como regulador do comportamento político. Ao contrário da Constituição Soviética de 1977, o texto da própria Constituição não menciona explicitamente o Partido Comunista da China e há uma declaração explícita no Artigo 5º de que a Constituição e a lei são supremas sobre todas as organizações e indivíduos.
Assim, os direitos e obrigações dos cidadãos são estabelecidos em detalhes que excedem em muito o disposto na Constituição de 1978. Provavelmente por causa dos excessos que encheram os anos da Revolução Cultural, a Constituição de 1982 dá ainda mais atenção ao esclarecimento dos "direitos e deveres fundamentais" dos cidadãos do que a Constituição de 1954, como o direito de votar e de concorrer à eleição a partir dos dezoito anos de idade, exceto para aqueles desprovidos de lei. A Constituição também garante a liberdade ao culto religioso, bem como a "liberdade de não acreditar em nenhuma religião " e afirma que "os órgãos religiosos e os assuntos religiosos não estão sujeitos a nenhuma dominação estrangeira".
O artigo 35 da Constituição do Estado de 1982 proclama que "os cidadãos da República Popular da China gozam de liberdade de expressão, de imprensa, de assembleia, de associação, de procissão e de manifestação". Na constituição de 1978, esses direitos eram garantidos, mas também o direito à greve e os "quatro grandes direitos", frequentemente chamados de "quatro grandes": falar livremente, transmitir opiniões, realizar grandes debates e escrever grandes cartazes. Em fevereiro de 1980, após o período do Muro da Democracia, os quatro grandes foram abolidos em resposta a uma decisão do partido ratificada pelo Congresso Nacional do Povo. O direito de greve também foi retirado da Constituição de 1982. A expressão generalizada dos quatro grandes direitos durante os protestos estudantis do final de 1986 provocou a forte censura do regime por causa de sua ilegalidade. A resposta oficial citou o artigo 53 da Constituição de 1982, que estabelece que os cidadãos devem cumprir a lei e observar a disciplina trabalhista e a ordem pública. Além de ilegal, a prática dos quatro grandes direitos oferecia a possibilidade de criticar o Partido Comunista da China, que era de fato o que aparecia nos pôsteres de estudantes. Em uma nova era que buscava estabilidade política e desenvolvimento econômico, os líderes partidários consideravam os quatro grandes direitos politicamente desestabilizadores. Os cidadãos chineses são proibidos de formar novos partidos políticos.
Entre os direitos políticos concedidos pela constituição, todos os cidadãos chineses têm direito de eleger e ser eleito. De acordo com a lei eleitoral promulgada mais tarde, os residentes rurais tinham apenas 1/4 do poder de voto dos habitantes da cidade (anteriormente 1/8). Como os cidadãos chineses são categorizados em residentes rurais e residentes da cidade, e a constituição não tem estipulação de liberdade de transferência, esses residentes rurais são restringidos pelo Hukou (residência permanente registrada) e têm menos direitos políticos, econômicos e educacionais. Este problema foi amplamente resolvido com várias e contínuas reformas de Hukou em 2007. A relação de poder de voto acima referida foi reajustada para 1:1 por uma emenda à lei eleitoral aprovada em março de 2010.
A Constituição Estadual de 1982 também é mais específica sobre as responsabilidades e funções dos cargos e órgãos na estrutura estadual. Há claras advertências contra práticas familiares chinesas que os reformadores rotularam de abusos, como concentrar o poder nas mãos de alguns líderes e permitir o mandato ao longo da vida em posições de liderança. Por outro lado, a constituição se opõe fortemente ao sistema ocidental de separação de poderes por executivo, legislativo e judicial. Ela estipula o Congresso Nacional do Povo como o mais alto órgão de poder da autoridade estatal, sob o qual o Conselho de Estado, o Supremo Tribunal Popular e a Procuradoria Popular Suprema serão eleitos e responsáveis pelo congresso.
Além disso, a Constituição de 1982 fornece uma ampla estrutura legal para as políticas econômicas liberalizantes da década de 1980. Dá ao setor econômico coletivo que não pertence ao Estado um papel mais amplo e prevê atividade econômica privada limitada. Os membros das coletivas rurais ampliadas têm o direito de "cultivar lotes privados, se envolver na produção marginal doméstica e criar gado de propriedade privada". A ênfase principal é dada à expansão da economia nacional, que deve ser realizada equilibrando o planejamento econômico centralizado com a regulamentação suplementar do mercado.
Outra diferença importante entre as constituições estaduais de 1978 e 1982 é a abordagem deste último à ajuda externa ao programa de modernização. Enquanto a constituição de 1978 enfatizava a "autoconfiança" nos esforços de modernização, o documento de 1982 fornece a base constitucional para o considerável corpo de leis aprovadas pelo Congresso Nacional do Povo nos anos subsequentes, permitindo e encorajando uma ampla participação estrangeira em todos os aspectos da economia. Além disso, o documento de 1982 reflete a orientação mais flexível e menos ideológica da política externa desde 1978. Frases como "internacionalismo proletário" e "social-imperialismo" foram descartadas.

## Alterações de 2004
A Constituição foi alterada em 14 de março de 2004 para incluir garantias relativas à propriedade privada ("a propriedade privada obtida legalmente pelos cidadãos não deve ser violada" ) e os direitos humanos ("o Estado respeita e protege os direitos humanos"). O governo argumentou que isso representava progresso para a democracia chinesa e foi um sinal do Partido Comunista de que eles reconheciam a necessidade de se adaptar à economia chinesa em expansão, que criara uma classe média crescente que desejava proteção à propriedade privada.
O primeiro-ministro Wen Jiabao foi citado pelo Washington Post como tendo dito: "Essas emendas à constituição chinesa são de grande importância para o desenvolvimento da China. Faremos grandes esforços para realizá-los na prática".

## Alterações de 2018
A Constituição foi alterada em 11 de março de 2018, com 2.958 votos a favor, dois contra e três abstenções. Inclui uma variedade de revisões que cimentam ainda mais o controle e a supremacia do Partido Comunista, incluindo a criação da Comissão Nacional de Supervisão, o estabelecimento de uma nova agência antienxerto, ampliando os poderes do órgão de fiscalização do Partido Comunista, acrescentando as teorias de  Hu Jintao, A Perspectiva Científica sobre Desenvolvimento, e o Pensamento Xi Jinping no Preâmbulo da Constituição e removendo os limites de mandato tanto para o cargo de Presidente quanto para o de Vice-Presidente, permitindo que Xi Jinping permaneça no poder indefinidamente. A emenda também inclui as frases "Partido Comunista da China" e sua "liderança" no corpo principal da Constituição: o Artigo 1.º passou a mencionar também que a liderança do Partido Comunista da China é a característica determinante do socialismo com características chinesas. Antes da emenda, o Partido e sua liderança eram mencionados apenas no preâmbulo. Preâmbulos constitucionais muitas vezes não são juridicamente vinculativas (como com a constituição dos Estados Unidos), e como a aplicabilidade legal da constituição chinesa é debatido, a alteração pode ser vista como fornecendo uma base constitucional para o status da China como um Estado unipartidário e formalmente tornando inconstitucional qualquer sistema de competição multipartidário.

## Execução constitucional
A constituição estipula que o Congresso Nacional do Povo e seu Comitê Permanente têm o poder de revisar se determinadas leis ou atividades violam a constituição. Ao contrário de muitos sistemas jurídicos ocidentais, os tribunais não têm o poder de revisão judicial e não podem invalidar um estatuto com o argumento de que ele viola a constituição.
Desde 2002, um comitê especial dentro do Congresso chamado Comitê de Constituição e Direito do Congresso Nacional Nacional é responsável pela revisão e execução constitucional. O comitê nunca decidiu explicitamente que uma lei ou regulamento é inconstitucional. No entanto, em um caso, após protestos da mídia sobre a morte de Sun Zhigang, o Conselho de Estado foi forçado a revogar regulamentos que permitiam à polícia deter pessoas sem permissão de residência depois que o Comitê Permanente do Congresso Nacional do Povo deixou claro que iria considerar tais regulamentos inconstitucionais.

## Como base para a reforma
No início de 2013, um movimento se desenvolveu entre os reformadores na China, baseado no cumprimento das disposições da constituição.
A Open Constitution Initiative era uma organização composta por advogados e acadêmicos da República Popular da China que defendiam o estado de direito e maiores proteções constitucionais. Foi fechado pelo governo em 14 de julho de 2009.